# Зиненко, Александр Иванович
Алекса́ндр Ива́нович Зине́нко (род. 17 января 1962, Москва, СССР) — российский журналист, репортёр, автор и ведущий документальных фильмов, художник. Лауреат национальной телевизионной премии ТЭФИ. Трижды лауреат национальной премии в области неигрового кино и телевидения «Лавровая ветвь».

## Биография
Родился 17 января 1962 года в Москве. В 1986 году окончил переводческий факультет Московского государственного педагогического института иностранных языков имени Мориса Тореза по специальности «переводчик с английского и норвежского языков».

## Карьера
С 1990 по 1991 год — старший редактор Главной редакции информации Центрального телевидения Гостелерадио СССР (ЦТ).
С 1991 по 1993 год — международный комментатор в информационной программе «Вести» (РТР). С 1993 по начало 1994 года работал редактором в творческо-производственном объединении (ТПО) «Репортёр» (РТР) у Игоря Шестакова и Михаила Дегтяря.
В начале 1994 года переходит на недавно образованный телеканал НТВ. С 1994 по 1997 год — корреспондент информационных программ «Сегодня» и «Итоги» с Евгением Киселёвым (НТВ).
В 1997 году стал первым российским журналистом, которому удалось попасть в закрытую для прессы страну — КНДР. В Северную Корею проник под видом туриста. Александр Зиненко: «Нам с оператором пришлось прикинуться новыми русскими: якобы путешествуем по всему миру, и для полного счастья нам только Северной Кореи и не хватает. Даже визитки сделали: „менеджеры по продаже бытовых приборов“. Но на это ушло несколько лет. Я тупо ходил вместе с анпиловцами и жириновцами на банкеты, посвященные дню рождения великого вождя Ким Чен Ира…».
В 1998 году основал на НТВ телепрограмму «Профессия — репортёр», ставшую одним из самых популярных телепроектов на российском телевидении. Название для передачи придумал Леонид Парфёнов. Первым фильмом из этого документального цикла стал «Тюремный Мольер» Александра Зиненко — о художественной самодеятельности в исправительных колониях.
В 2000 году его фильм «Сны надзирателя» из цикла «Профессия — репортёр» был удостоен премии ТЭФИ в номинации «Публицистическая программа».
С 2001 по 2002 год — автор документального цикла «Однажды в России» (НТВ). В 2002 году за цикл «Однажды в России» был награждён Национальной премией в области неигрового кино и телевидения «Лавровая ветвь» в двух номинациях: «Лучший сериал или цикл неигровых программ» и «Лучший репортаж».
С 2003 по 2004 год — постоянный автор документального цикла «Новейшая история» (НТВ). Снятый по сценарию известной журналистки Маши Слоним фильм «Чемодан. Вокзал. Россия» рассказывает о судьбах людей, некогда эмигрировавших из России, а потом, спустя годы, в неё вернувшихся. Несмотря на позднее время выхода (22:40), фильм стал самым рейтинговым проектом НТВ вечером 7 апреля 2004 года (рейтинг был почти вдвое выше, чем у двух сериалов и выпусков новостей).
С 2004 по 2012 год продолжил работу над документальными фильмами из цикла «Профессия — репортёр».
В 2005 году за фильм «Рабы любви» (из цикла «Профессия — репортёр») был награждён Национальной премией «Лавр» в номинации «Лучший документальный телевизионный репортаж».
В 2011 году на телеканале НТВ вышла вызвавшая общественный резонанс серия разоблачительных фильмов Александра Зиненко «Идеальная жертва» — о действиях «чёрных риелторов» в Магнитогорске под покровительством местного ОБЭП.
С 2011 года член жюри Национальной премии «Лавр».
В 2012 году продолжил социальную тему в журналистике и снял фильм «Каменный век», в котором рассказал о том, как мать с ребёнком-инвалидом и их соседка живут в одной 14-ти метровой комнате в общежитии. Фильм вызвал общественный резонанс, но откликнулись в итоге не чиновники, а обычные зрители. Один из них — предприниматель из Мурманска — приехал в Челябинск и купил нуждающейся семье квартиру.
В 2013 году выпустил на НТВ авторскую программу «Враги народа». Один из выпусков — независимое журналистское расследование «дела Попова». Выход фильма в эфир сопровождался скандалом: сторонники главного героя фильма — директора лицея Александра Попова — обратились в прокуратуру и Общественную коллегию по жалобам на прессу. Александра Зиненко обвиняли в нарушении журналистской этики, а телеканал НТВ требовали лишить лицензии. Коллегия заняла сторону журналиста.
С 2014 года — автор проектов на телеканале НТВ. В 2016 году подготовил документальный фильм «Счастливый билет». В 2018 году — фильм «Непобедимая».
В 2015 году провел мастер-класс на факультете журналистики МГУ им. М. В. Ломоносова, посвящённый современному документальному телекино.
С 2015 года — преподаватель журналистского мастерства и член экспертного совета Школы Познера.

## Избранная фильмография

### Документальный цикл «Профессия — репортёр»[32]
1998
- «Тюремный Мольер»
- «Она приходит с Востока»

1999
- «Посвящение в сёстры»
- «Золушка-1999»
- «Сны надзирателя»

2000
- «Русские сказки Боливии»

2004
- «Другая семья»
- «Работа рожать»

2005
- «Рабы любви»[33]
- «Бабье лето»
- «Русское народное порно»[34][35]
- «Поменяться полами»

2006
- «Мама — это я»
- «Здравствуйте, я ваша тёща»
- «Цена измены»
- «Дамские негодники»
- «Мамочки»
- «Психическая атака»
- «Кадры решают все»

2007
- «Жестокий роман»
- «Расплата за любовь»
- «Ума — не надо»
- «Скажи, кукушка»
- «Невесты из джунглей»
- «Госпожи удачи»
- «Уездные звёзды»
- «Куда уводят детство»

2008
- «Родительский дом»
- «Маленькая мама»
- «Царь бомжей»
- «От любви до ненависти»
- «В бой идут одни старики»
- «Любовь без правил»
- «Их свёл случай»
- «В ритме свинга»[36]

2009
- «Сынок»
- «Цена позора»
- «Комнаты страха»
- «Миллион терзаний»
- «Должок»
- «Давай останемся врагами»

2010
- «Третья лишняя»
- «Пятерка за грех»
- «Брачный капкан»
- «Никто не хотел убивать»
- «Доченька»
- «Черная метка»
- «Дело чести»
- «Родственнички»

2011
- «Бабий бунт»
- «Маменькины сынки»
- «Идеальная жертва»

2012
- «Подмена»
- «Ищу „Гошу“»
- «Каменный век»
- «Опасный возраст»
- «В бой идут одни пацаны»
- «Дворцы и хижины»

### Документальный цикл «Однажды в России» (2001—2002)
- «Колея»
- «Уличные»
- «Капитаны Нахаловки»
- «Для тех, кому за…»
- «У Белого моря»

### Документальный цикл «Новейшая история»
2003
- «Война в стакане»
- «Другие»[37]

2004
- «Чемодан. Вокзал. Россия»

## Награды и премии
В 2000 году был награждён премией ТЭФИ за телеочерк «Сны надзирателя» в номинации «Публицистическая программа».
В 2002 году за цикл «Однажды в России» был награждён Национальной премией в области неигрового кино и телевидения «Лавровая ветвь» в двух номинациях: «Лучший сериал или цикл неигровых программ» и «Лучший репортаж».
В 2005 году за фильм «Рабы любви» был награждён Национальной премией «Лавр» в номинации «Лучший документальный телевизионный репортаж».
В 2007 году был награждён орденом Дружбы — за большой вклад в развитие отечественного телевидения и многолетнюю плодотворную работу.
В 2014 году был награждён орденом «За заслуги перед Отечеством» 4-й степени — за достигнутые трудовые успехи, заслуги в гуманитарной сфере, защите прав и интересов граждан, многолетнюю добросовестную работу.

## Творчество и выставки
С 2013 года пишет масляной пастелью картины.
Свои картины Александр Зиненко всегда пишет под музыку The Rolling Stones. Будучи аудиофилом и заядлым коллекционером винила, он находит вдохновение только в старых оригинальных пластинках этой группы. Одна из его любимых песен — Paint It, Black, но мрачных красок Александр Зиненко избегает. В его картинах царит особый, воображаемый мир: красные любовники, оранжевые танцоры, синие дома и апельсины на траве.
В 2015 году в Москве состоялась его первая персональная выставка.
Его работы неоднократно выставлялись на благотворительных аукционах в поддержку онкобольных детей. Одну из его картин приобрел дрессировщик Эдгард Запашный.